# 烏克蘭東部作戰司令部
東部作戰司令部（“OC East”）是烏克蘭陸軍在烏克蘭東部的司令部。 其總部目前位於聶伯城。

## 歷史

烏克蘭東部作戰司令部指揮範圍

1991年烏克蘭脫離蘇聯獨立時，境內有3個紅軍軍區， 分別是基輔軍區、敖德薩軍區和喀爾巴阡軍區。 在1998年1月，南方作戰司令部由敖德薩軍區和基輔軍區東部組成。 在2005 年，南方作戰司令部改稱南方作戰協會。 在2013年10月，南方作戰協會改稱為南部作戰司令部。而在2015年1月，東部作戰司令部成立，負責原本由南部作戰司令部指揮的頓涅茨克、盧甘斯克、哈爾科夫、第聶伯羅彼得羅夫斯克、 和扎波羅熱州。 該司令部當時由謝爾蓋·納耶夫中將領導。该司令部指揮的部隊參與了頓巴斯戰役（2014年-2022年）。
自2022年俄羅斯入侵烏克蘭以來，该司令部的部隊在頓巴斯戰役期間與俄羅斯軍隊發生了激烈的戰鬥。

## 當前結構
東部作戰司令部擁有在頓涅茨克、盧甘斯克、第聶伯羅彼得羅夫斯克、扎波羅熱和哈爾科夫州地面部隊的作戰指揮權。
- 東部作戰司令部, 聶伯城
  -  第 3 坦克旅, 赫梅利尼茨基州亞爾莫林齊
  -  第 17 坦克旅, 第聶伯羅彼得羅夫斯克州克里維里赫
  -  第 53 機械化旅, 盧甘斯克州北頓內茨克
  -  第 54 機械化旅, 頓內次克州巴赫穆特
  -  第 55 砲兵旅, 扎波羅熱州扎波羅熱
  -  第 92 機械化旅, 哈爾科夫州 克魯希諾-巴什基里夫卡 (Kluhyno-Bashkyrivka)
  -  第 93 機械化旅, 第聶伯羅彼得羅夫斯克州切爾卡斯凱